# مقاطعة براون (مينيسوتا)
مقاطعة براون (بالإنجليزية: Brown County)‏ هي إحدى مقاطعات ولاية مينيسوتا في الولايات المتحدة الأمريكية.